# O-Train
L'O-Train (IPA: [oʊ-treɪn]) è la rete metrotranviaria a servizio della città canadese di Ottawa, nella provincia dell'Ontario. È gestita dall'azienda cittadina OC Transpo.
La rete si compone di due linee attive, la linea Trillium (in inglese Trillium Line, in francese Ligne Trillium), lunga 8 km e attivata il 15 ottobre 2001, e la linea Confederation (in inglese Confederation Line, in francese Ligne de la Confédération), lunga 12,5 km, aperta il 14 settembre 2019.

## La rete
| Linea               | Percorso                 | Apertura | Lunghezza | Stazioni | Materiale rotabile    | Tipo      |
| ------------------- | ------------------------ | -------- | --------- | -------- | --------------------- | --------- |
| Linea Confederation | Blair ↔ Tunney's Pasture | 2019     | 12,5 km   | 13       | Alstom Citadis Spirit | elettrico |
| Linea Trillium      | Bayview ↔ Greenboro      | 2001     | 8,0 km    | 5        | Alstom Coradia-LINT   | diesel    |